# Љиљана Ђурђић
Љиљана Ђурђић (Београд, 1946 — Београд, 11. новембар 2021) била је српска књижевница, критичар и преводилац. Писала је поезију, приповетке и есеје.

## Биографија
Рођена је 1946. у Београду, где је матурирала у Првој београдској гимназији. Дипломирала Светску књижевност на Филолошком факултету Универзитета у Београду. Радила у Народној библиотеци Србије на месту Начелника Издавачке делатности НБС. Била је уредник Српске ретроспективне библиографије. Покренула је библиотеку Жива прошлост и потписала преко 200 издања НБС. Била је колумниста дневног листа Данас (2000—2002) и недељника Европа (2005—2006).
Једна је од оснивачица и уредница часописа за женску књижевност и културу ПроФемина (1995 – 2010). Превела је са енглеског језика збирке поезије Силвије Плат Аријел и Рани одлазак (Изабране песме) и Чарлса Симића Свет се не завршава.
Била је чланица Српског књижевног друштва.

### Збирке поезије
- Шведска гимнастика, КОС, 1977.
- Оглед далматинског биља и други предели, Матица српска, 1980.
- Преобиље/Нула, Просвета, 1991.

### Збирке приповедака
- Како сам љубила Франца Каспара, Рад, 1986.
- Слике из претходног живота, Филип Вишњић, 1997.[1]
- Стадијум огледала, Рад, 2004.
- Сви на крају кажу мама, Агора,2009.[2]
- Силва Југословенка, Агора, 2016.

### Збирке есеја и колумни
- , Рад, 1995.
- Удри кравицу, Самиздат, Б92, 2001.
- Пресвлачење Но 5102000, ЦУПС, 2003.
- , Београдска мануфактура снова, 2004.
- Нек цркне свет, Браничево, Пожаревац, 2012.

### Антологије и избори–домаћи
- Шум Вавилона, Књижевна заједница Новог Сада, 1988, Михајло Пантић/Васа Павковић,
- Модерно српско пјесништво, Свјетлост, Сарајево, 1991, Стеван Тонтић,
- Немирни залив, Дечје новине, 1991, Владимир Бргуљан,
- Интелектуалци и рат, Београдски круг, 1993,
- Похвала реду вожње, Свети Сава, 1995, Миљурко Вукадиновић,
- Мачке не иду у рај, Samizdat FreeB92, 2000, Радмила Лазић,
- Антологија приповедака српских књижевница, Zepter Book World, 2002, Рајко Лукач,
- Поезија и последњи дани, Сербика, 2009, Добривоје Станојевић,
- Антологија љубавне поезије српске, Zillion/Блиц, 2012, Божо Копривица и Лазар Ристовски.
- Антологија српске поезије (1847—2000), Ненад Грујичић, Бранково коло, 2012.
- Земаљски дугови, Мајстори савремене српске приче, Лагуна , 2013, Милован Марчетић
- Бункер, Приче за одбрану и последње дане књижевности, Архипелаг, 2013, Срђан Тешин
- Путник са далеког неба, Милош Црњански као књижевни јунак, Лагуна, 2013, Милован Марчетић
- Четвртасто место, Антологија прича о читању новина, Архипелаг, 2014, Срђан Тешин
- На трагу, Српска крими прича, Соларис, 2014, Васа Павковић/Дејан Илић
- Чаробан шума, Српска еротска прича, Соларис, 2016, Васа Павковић/Дејан Илић
- Врт наде, Антологија женске приповетке од 1950 до данас, 2017, Вукотиц Медиа, Славица Гароња
- Краљица Лир и њена деца, Најбоље приче српских списатељица, Лагуна, 2017, Љубица Арсић
- Љубав, Бисери српске љубавне поезије и прозе, приредио Зоран Пеневски, Лагуна, 2020.
- Зов даљине, Панорама савремених прича о путовању, приредили Љубица Арсић и Дејан Михаиловић, Лагуна, 2020.

### Антологије и избори–инострани
- , , 1978, Aleksandar Petrov (Maja Herman-Sekulić),
- , , 1988, Miljurko Vukadinović-Mariana Dan,
- , , 1994, Jon Milos,
- , , , 1994,
- , , 2006.
- , , 2008, Grzegorz Latuszynski,
- ,  – ,2007; Melita Richter Malabotta (Bojana Bratić),
- , , 1992, 2010, Charles Simic,
- , , , 2011, Angela Richter (Hg.).
- : , , , 2016.
- . , , 2017,

### Приредила антологије и изборе
- Избор из поезије Данице Марковић Песме о алхемијском покушају, Дечје новине, 1989.
- Милош Црњански Бока Которска, НБС, 1997.
- Женски континент, Антологија савремене српске женске приче, Просвета, 2004.
- Песме о библиотеци, НБС, 2003.

## Награде и признања
- Плакета Народне библиотеке Србије за укупан рад 1984.
- БИГЗ-ова награда, за превод књиге Рани одлазак Силвије Плат, 1999.[3]
- Награда „Стеван Сремац”, за књигу приповедака Сви на крају кажу мама, 2010.[4]

Књига прича Силва Југословенка у 2017. години била је номинована за Награду „Биљана Јовановић” и Андрићеву награду.